# Paulina Misiek
Paulina Magdalena Misiek (ur. 10 maja 1987 w Ostrowie Wielkopolskim) – polska koszykarka grająca na pozycji skrzydłowej, reprezentantka Polski, medalistka mistrzostw Polski.
W latach 2016–2018 zawodniczka InvestInTheWest AZS AJP Gorzów Wielkopolski.
4 maja 2018 została zawodniczką Basketu 90 Gdynia.

## Osiągnięcia
Stan na 25 lipca 2020, na podstawie, o ile nie zaznaczono inaczej.
Drużynowe
- Mistrzyni Polski (2020)
- Wicemistrzyni Polski:
  - 2014
  - AZS w grach zespołowych (2010)[4]
- Brązowa medalistka mistrzostw Polski (2019)
- Zdobywczyni pucharu Polski (2020)[5]
- Finalistka pucharu Polski (2014)
- Uczestniczka rozgrywek:
  - Euroligi (2014)
  - Eurocup (2018)

Indywidualne
- MVP miesiąca EBLK (styczeń 2018)[6]
- Najlepiej punktująca mistrzostw Polski AZS w grach zespołowych (2010)[4]

Reprezentacja
- Uczestniczka eliminacji do Eurobasketu (2015, 2019)